# Brevipalpus aeolus
Brevipalpus aeolus är en spindeldjursart som beskrevs av Pritchard och Baker 1952. Brevipalpus aeolus ingår i släktet Brevipalpus och familjen Tenuipalpidae. Inga underarter finns listade.